# Бехнам-Бахтиар, Сассан
Сассан Бехнам-Бахтиар (перс. ساسان بھنام بختیار‎, 1 февраля 1984; Нёйи-сюр-Сен, Франция) — ирано-французский художник, работающий с различными формами искусства, коллекционер произведений искусства, предприниматель и филантроп. Он является основателем французского Фонда Бехнам-Бахтиара, некоммерческой и неполитической организации, занимающейся продвижением современных произведений современного искусства художников иранского происхождения (и современной иранской культуры в целом).

## Ранняя биография и образование
Сассан Бехнам-Бахтиар родился в Нёйи-сюр-Сене, пригороде Парижа, в 1984 году, в разгар Ирано–иракской войны. По материнской линии (Фирузе Бахтиар-Бахтиариха) он ведёт своё происхождение от древнего иранского племени бахтиаров. Его прадед, генерал Голам-Хоссейн Хан Бахтиар (Сардар Мохташам), был иранским военным министром, а его дед Абдулхамид Бахтиар был членом Меджлиса. Многие другие его родственники, такие как покойный премьер-министр Ирана Шапур Бахтияр и генерал Теймур Бахтияр (два его двоюродных деда), а также вторая жена Мохаммеда Резы Пехлеви, королева Сорайя Исфандияри-Бахтиари, также были заметными фигурами в эпоху Пехлеви и Каджаров в истории Ирана. По отцовской линии Сассан Бехнам-Бахтиар является потомком каджарского шаха Султана Ахмад-шаха.
Хотя Бехнам-Бахтиар родился в Париже, годы своего становления он провёл в Тегеране, а в возрасте 19 лет перебрался в соседний Дубай, чтобы учиться в Американском университете в Дубае (AUD). Позднее, вместе со своей женой Марией Захарченко, он переехал в Сен-Жан-Кап-Ферра (Франция), продолжая своё образование в соседнем княжестве Монако, чтобы получить степень магистра в международном Университете Монако.

## Карьера
Ранние работы Бехнама-Бахтиара, преимущественно картины, были в значительной степени связаны с иранскими мотивами и образами и впервые были показаны на аукционе «Magic of Persia» в Дубае в 2009 году. Вскоре после этого он создал две серии работ, посвящённые Ирано-иракской войне, а также автобиографическую серию «Реальный я», где на первый план были выведены различные аспекты его идентичности и сцены из истории Ирана. В ней от также развил свой отличительный стиль соединения чёрно-белой фотографии с яркими коллажными вырезками, украшенные традиционными иранскими узорами и мотивами.
Его работы экспонировались на персональных и групповых выставках в Лондоне, Нью-Йорке, Лос-Анджелесе, Дубае, Абу-Даби и Тегеране. Они также продавались аукционными домами Bonhams, Кристис и artnet.
Последующие крупномасштабные картины маслом Бехнам-Бахтиара исследуют его взгляды на ценности своей жизни и человечества в целом, а также их философские аспекты, пережитые им на протяжении всей его жизни в контексте современной ему истории Ирана. Картины Бехнама-Бахтиара выставлялись в 2017 году наряду с работами Герхарда Рихтера, Георга Базелица и Зигмара Польке среди прочих. Также у него проходили персональные выставки в лондонской Галерее Саатчи и в исторической вилле Санто-Соспир в Сен-Жан-Кап-Ферре.
В 2016 году Бехнам-Бахтиар основал Фонд Бехнам-Бахтиара в Сен-Жан-Кап-Ферре, представляющий собой коллекцию работ современного искусства художников иранского происхождения. В ней представлены произведения таких художников, как Парвиз Танаволи, Ширин Нешат, Фариде Лашай, Сохраб Сепехри и Ардешир Мохассес, а также менее известных. В миссию неполитического и нерелигиозного фонда входит налаживание культурного моста между Ираном и Западом.